# Lotta
För andra betydelser, se Lotta (olika betydelser).

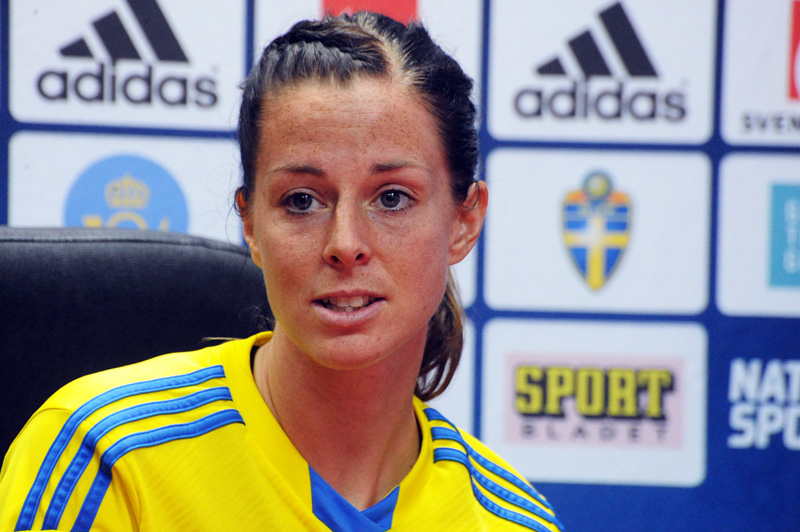
Lotta Schelin

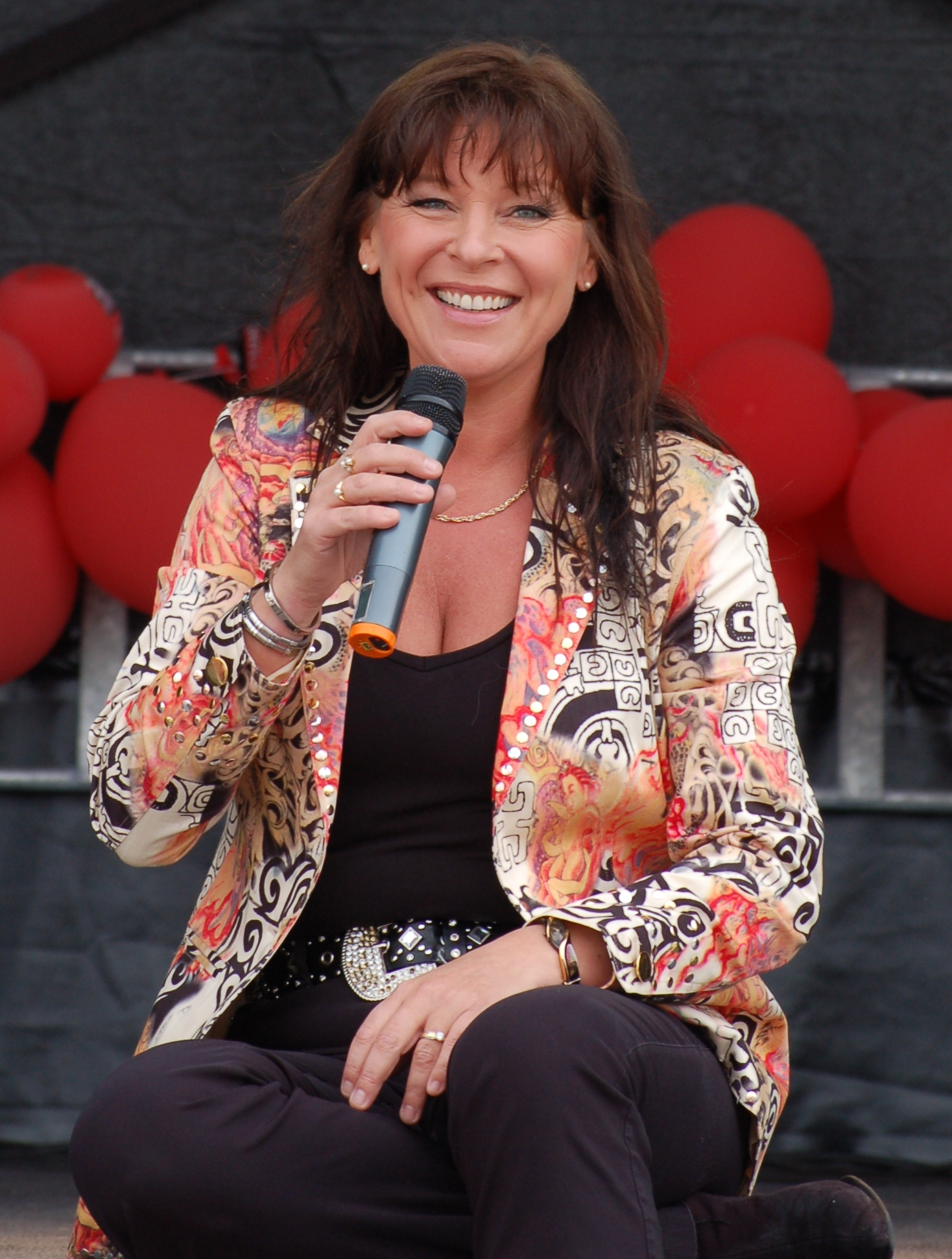
Lotta Engberg

Lotta är en kortform av det franska namnet Charlotta som är en feminin form av namnet Charlot som betyder lille Charles. Namnet har funnits i Sverige sedan 1700-talet. En dansk/tysk variant av namnet är Lotte.
Den 31 december 2012 fanns det totalt 4381 kvinnor folkbokförda i Sverige med namnet Lotta, varav 3326 bar det som tilltalsnamn/förstanamn.
Namnsdag: I Sverige 12 maj, tillsammans med Charlotta. I den finlandssvenska namnsdagslängden har Lotta namnsdag 12 maj sedan 1995.

## Personer med namnet Lotta
- Lotta Ahlin, svensk låtskrivare
- Lotta Borg Skoglund, svensk författare och psykiater
- Lotta Bromé, svensk programledare
- Lotta Engberg, svensk sångerska
- Lotta Furebäck, svensk dansare, koreograf och regissör
- Lotta Hedlund, svensk/amerikansk sångerska
- Lotta Hedström, svensk politiker (mp)
- Lotta Karlge, svensk skådespelare
- Lotta Lotass, svensk författare, f.d. ledamot av Svenska Akademien
- Lotta Lundgren, svensk TV-programledare och matskribent
- Lotta Månsson, fiktiv huvudperson i Merri Viks "Lotta"-böcker
- Lotta Nilsson, svensk sångerska
- Lotta Olsson, svensk författare, poet och dramatiker
- Lotta Ramel, svensk skådespelerska
- Lotta Schelin, svensk fotbollsspelare, OS-silver 2016
- Lotta Tejle, svensk skådespelerska
- Lotta Wenglén, svensk sångerska
- Lotta Östlin, svensk skådespelerska